# روکه اویجرو
روکه اویجرو (انگلیسی: Roque Ovejero؛ زادهٔ ۱۹ ژوئیهٔ ۱۹۹۴) بازیکن فوتبال اهل آرژانتین است.